# کمپوبلو (کارولینای جنوبی)
کمپوبلو(به انگلیسی: Campobello) شهری در ایالت کارولینای جنوبی کشور ایالات متحده آمریکا است که جمعیت آن در سرشماری سال ۲۰۱۰ میلادی، ۵۰۲ نفر بوده‌است.